# RISC-V

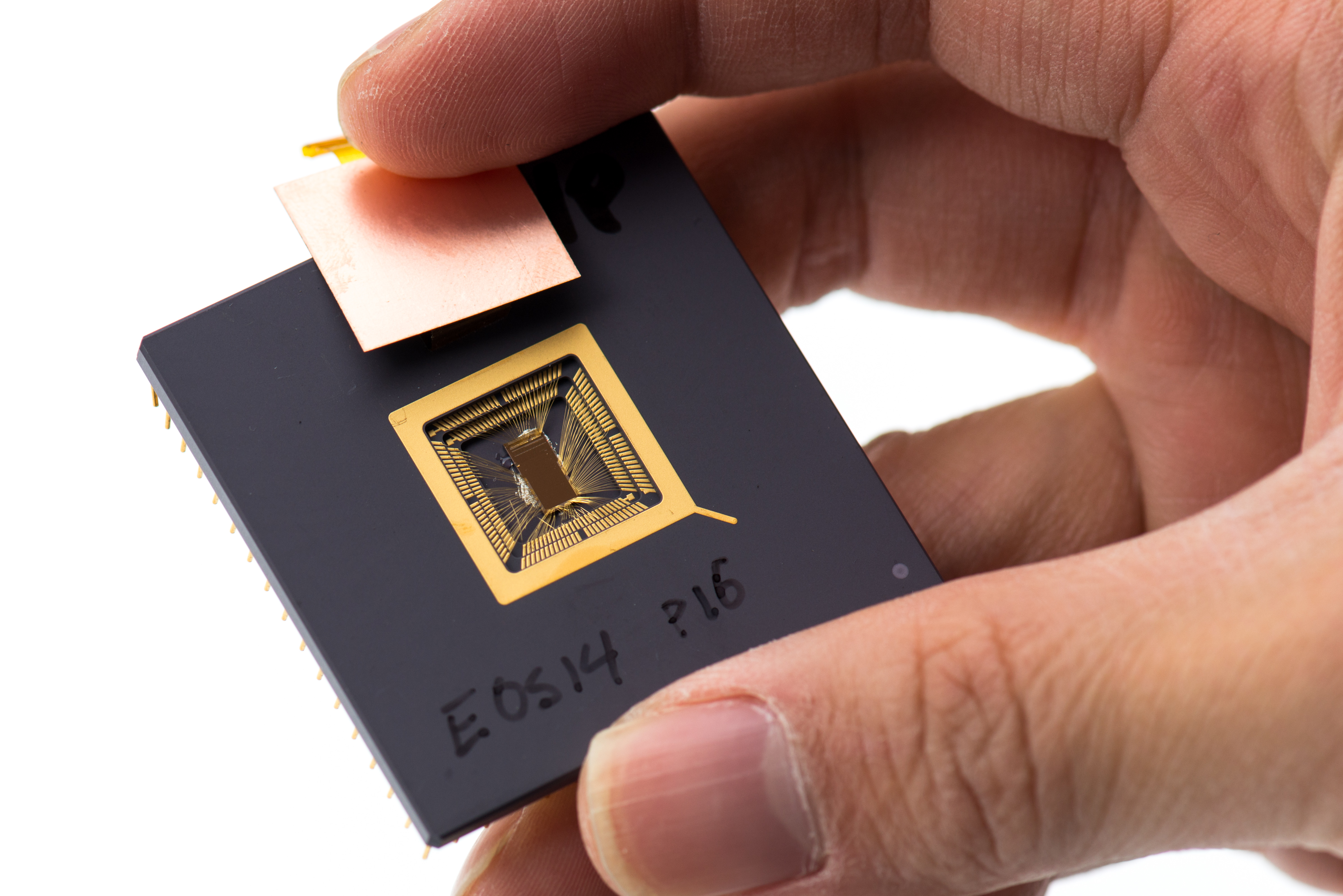
Prototyp procesora RISC-V, styczeń 2013

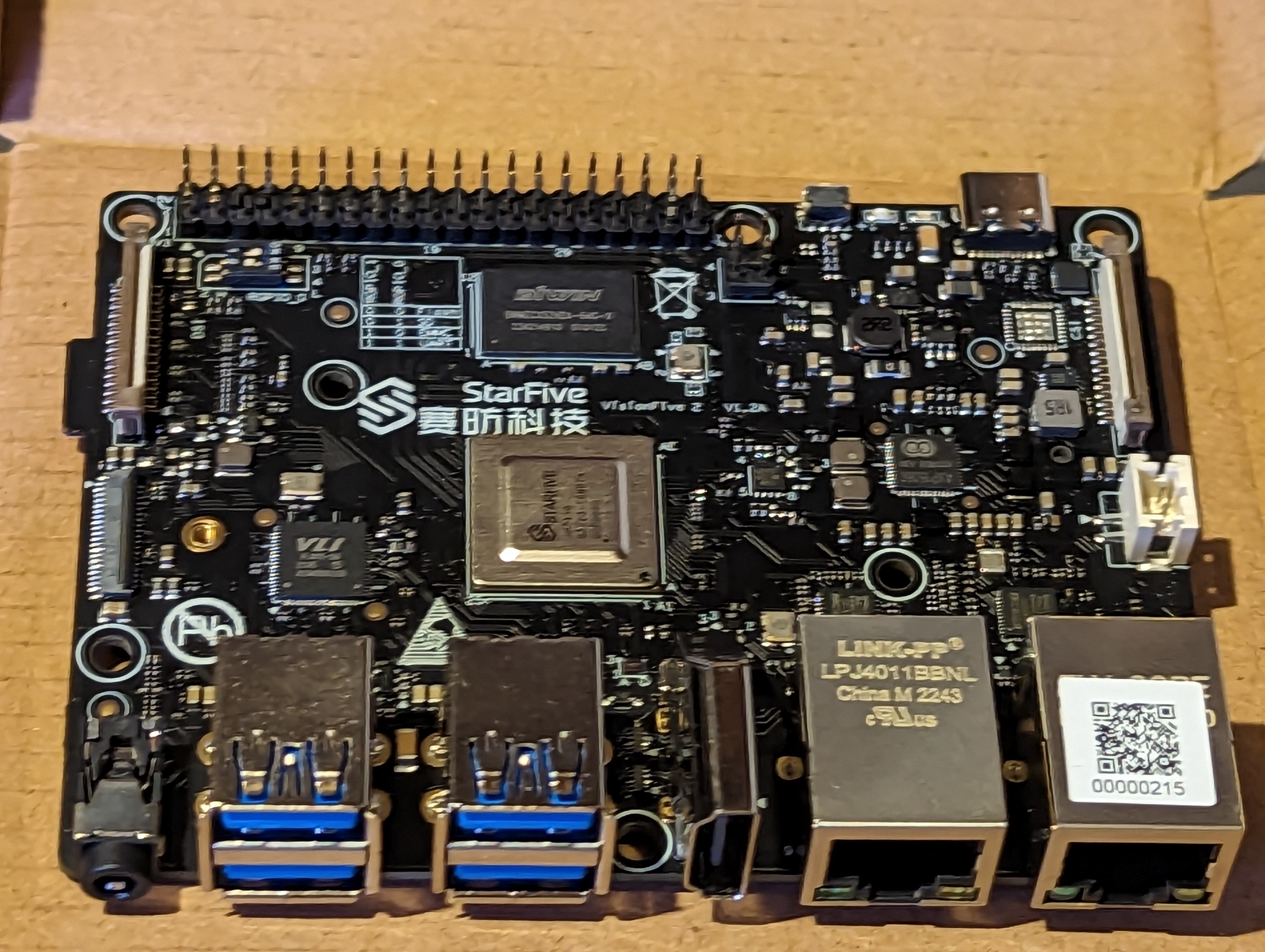
Komputer VisionFive 2 (SBC) z procesorem StarFive JH7110 (RISC-V U74 Quad-core 64-bit V64GC ISA SoC@1.5GHz)

RISC-V – otwarta architektura zestawu instrukcji procesora (ISA) oparta na zasadach RISC.
W odróżnieniu od większości ISA, RISC-V może być swobodnie używany w dowolnym celu, umożliwiając każdemu projektowanie, produkcję i sprzedaż czipów i oprogramowania RISC-V. Chociaż nie jest pierwszą otwartą architekturą ISA ma duże znaczenie, ponieważ został zaprojektowany z myślą o nowoczesnych skomputeryzowanych urządzeniach, takich jak ogromne chmury obliczeniowe, wysokiej klasy telefony komórkowe i najmniejsze systemy wbudowane. Takie zastosowania wymagają zarówno wydajności, jak i efektywności energetycznej. Architektura ta ma także obszerne wsparcie programistyczne, co pozwala uniknąć typowego problemu nowych architektur procesorowych.
Projekt rozpoczął się w 2010 r. na Uniwersytecie Kalifornijskim w Berkeley, ale wielu współtwórców to wolontariusze i pracownicy z branży pracujący poza uniwersytetem.
RISC-V ISA został zaprojektowany z myślą o małych, szybkich i energooszczędnych implementacjach w świecie rzeczywistym, ale bez nadmiernego projektowania dla konkretnego stylu mikroarchitektury.
7 maja 2017 zostały opublikowane wersja 2.2 ISA przestrzeni użytkownika oraz wersja robocza 1.10 uprzywilejowanego ISA.